# St Kilda, Scotland

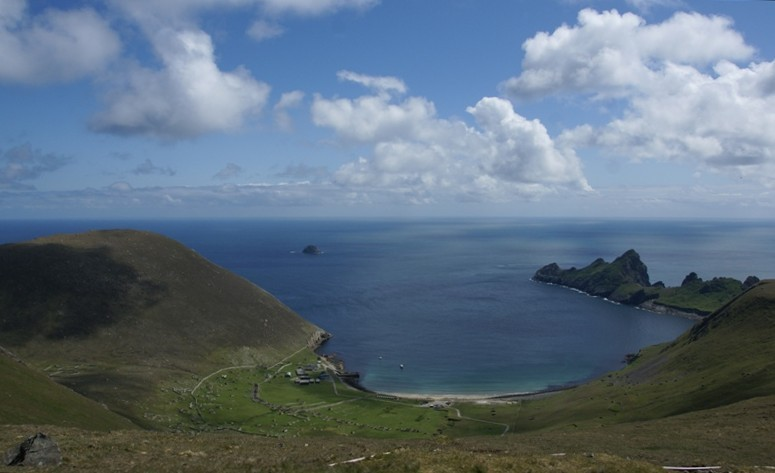
Toàn cảnh ngôi làng bên vịnh

Các đảo thuộc Quần đảo St.Kilda là các đảo núi lửa đã ngưng hoạt động từ lâu nằm ở vùng đảo xa xôi nhất thuộc quần đảo Anh. Nó nằm cách Bắc Uist, quần đảo Outer Hebrides khoảng 64 km (40 dặm) về phía tây-tây bắc, bao gồm các đảo phía tây của quần đảo Outer Hebrides, Scotland Đảo Hirta là hòn đảo lớn nhất với những vách đá cao nhất tại Vương quốc Anh, cùng ba hòn đảo khác là Dun, Soay và Boreray từng là nơi chăn thả gia súc và săn bắn chim biển. Về mặt hành chính, các hòn đảo là một phần của chính quyền địa phương Comhairle nan Eilean Siar.
Nguồn gốc của cái tên đến nay có rất nhiều phỏng đoán khác nhau. Những di sản trên đảo bao gồm rất nhiều tính năng kiến trúc độc đáo có từ thời tiền sử, mặc dù những ghi chép sớm nhất trên đảo có từ Trung cổ muộn. Kinh tế của người dân trên đảo chủ yếu là các sản phẩm từ các loài chim trên đảo, nông nghiệp và nuôi cừu đã có truyền thống từ rất lâu (2000 năm). Các bằng chứng khảo cổ tại ngôi làng Bay và làng Gleann Mor (thuộc đảo Hirta) là bằng chứng về thời đại đồ đồng và những chuyến ghé thăm của người Viking trên đảo. Những ngôi nhà, tường được xây bằng đá cleits, trong điều kiện khắc nghiệt trên đảo. Ngoài ra là dấu tích về nhà thờ tồn tại trên đảo từ thế kỷ 19. Nhưng những ảnh hưởng bên ngoài, tôn giáo, bệnh đậu mùa đã khiến người dân sơ tán vào năm 1930.
St Kilda có thể đã có người cư trú trong ít nhất là hai thiên niên kỷ, dân số có thể không bao giờ vượt quá 180 người (và chắc chắn không quá 100 người sau năm 1851). Toàn bộ dân số còn lại đã được sơ tán khỏi đảo Hirta (hòn đảo duy nhất có người ở) vào năm 1930. Hiện nay, người dân thường xuyên tại đây chỉ là những nhân viên quân sự. Một loạt các công nhân bảo tồn, tình nguyện viên và các nhà khoa học dành nhiều thời gian ở đó trong những tháng mùa hè 
Đây là nơi trú ngụ của rất nhiều loài chim có nguy cơ tuyệt chủng, đặc biệt là loài Hải âu cổ rụt Đại Tây Dương, Hải âu Fulmar phương Bắc và Ó biển phương Bắc. Ở đây, trên các vách đá có số lượng chim sinh sống rất lớn trong khi khu vực là tương đối nhỏ, kết hợp với môi trường biển tạo ra sự đa dạng sinh học đáng kể. Ngoài ra, tại đây còn có hai phân loài đặc hữu là Hồng tước (troglodytes troglodytes hirtensis) và chuột đồng St Kilda (Apodemus sylvaticus hirtensis). Cùng với đó, hai loài cừu trên đảo Soay và Boreray đã tồn tại từ thời kỳ đồ đá mới và đồ sắt.
St.Kilda có vẻ đẹp tự nhiên, nó hỗ trợ môi trường sống cho các loài chim cư trú, kết hợp với cảnh quan ngoạn mục của núi tạo ra sự đa dạng sinh học. St.Kilda là minh chứng về truyền thống tự cung tự cấp trong điều kiện khắc nghiệt và biệt lập trên đảo. Vì vậy, cảnh quan văn hóa St.Kilda được UNESCO đưa vào danh sách di sản thế giới vào năm 1986.

## Hình ảnh

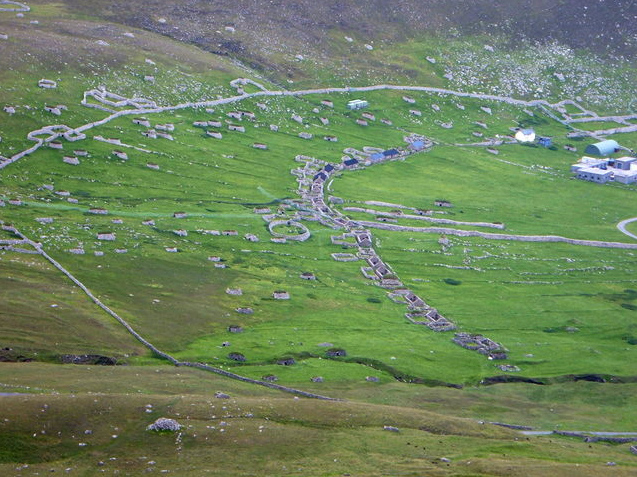
Di chỉ khảo cổ trên đảo
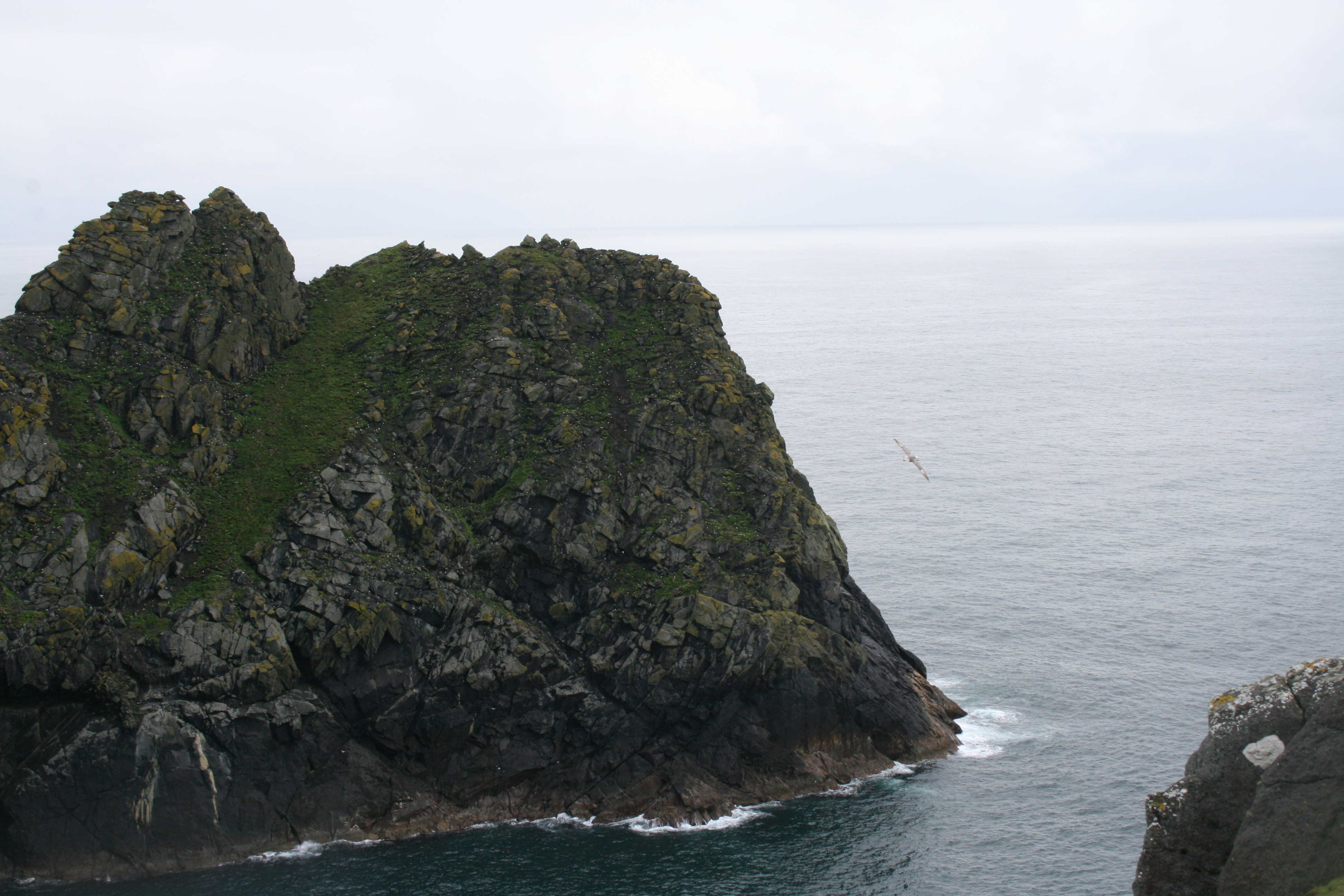
Cảnh quan thiên nhiên ngoạn mục
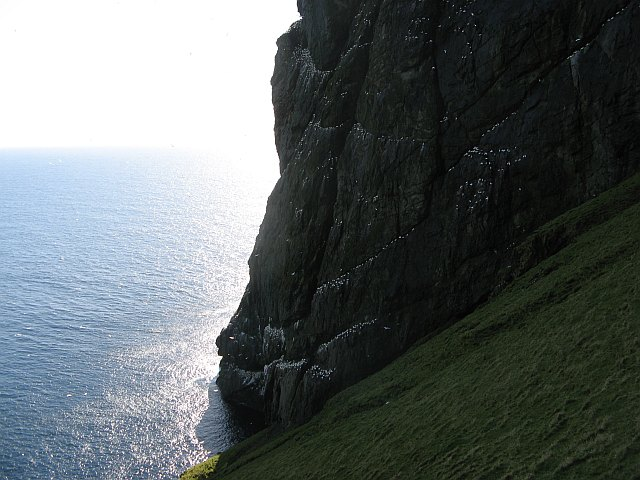
Chim cư trú trên đảo Boreray
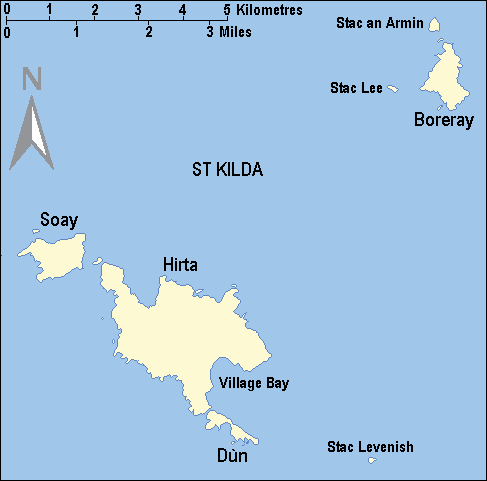